# Trimerotropis thalassica
Trimerotropis thalassica es una especie de saltamontes perteneciente a la familia Acrididae. Se encuentra en Norteamérica.